# John Murphy (Alabama)
John Murphy (1786 - 21 de setembro de 1841) foi o quarto governador do Alabama por dois mandatos, de 1825 a 1829.